# Batalla de Lopera
La batalla de Lopera, a la província de Jaén, limítrofe amb la de Còrdova, fou una de les més cruentes de la Guerra Civil espanyola. Tingué lloc entre els dies 27 i 29 de desembre del 1936 i hi van morir aproximadament 500 combatents, uns 300 de les files republicanes -amb forta presència de brigadistes internacionals- i uns 200 revoltats franquistes.
En l'atac insistent de diversos batallons de les Brigades Internacionals a l'anomenat Cerro del Calvario, hi perderen la vida els britànics Ralph Fox, el dia 27 de desembre i el poeta John Cornford l'endemà.